# Li Xinlei
Li Xinlei (chinesisch 李鑫磊, Pinyin Lǐ Xīnlěi; * 11. Dezember 1989) ist ein ehemaliger chinesischer Eishockeyspieler, der zuletzt bis 2016 in der Mannschaft aus Harbin in der chinesischen Eishockeyliga spielte.

## Karriere
Li Xinlei begann seine Karriere als Eishockeyspieler in regionalen chinesischen Mannschaften. Höherklassig spielte er erstmals bei China Dragon, der in Harbin beheimatete einzige Profimannschaft des Landes, für die er in der Saison 2012/13 sein Debüt in der multinationalen Asia League Ice Hockey gab. Nach nur einem Jahr dort, wechselte er jedoch in die Amateurmannschaft aus derselben Stadt in die Chinesische Eishockeyliga, wo er 2016 seine Karriere beendete.

### International
Für China nahm Li Xinlei an den Weltmeisterschaften der Division II 2013, 2014 und 2015 teil. Zudem vertrat er seine Farben bei der Olympiaqualifikation für die Winterspiele in Pyeongchang 2018.

## Erfolge und Auszeichnungen
- 2015 Aufstieg in die Division II, Gruppe A, bei der Weltmeisterschaft der Division II, Gruppe B

## Asia-League-Statistik
(Stand: Ende der Saison 2012/13)